# Vojni helikopter
Vojni helikopteri su helikopteri koje posjeduju oružane snage (ratno zrakoplovstvo ili ratna mornarica), a koriste se za ratovanje ili za transport u vojne svrhe, kada je korištenje drugih vrsta zrakoplova (prije svega borbenih aviona) otežano, nemoguće ili izloženo povećanoj opasnosti (npr. za slijetanje na područje gdje ne mogu slijetati avioni). Vojne helikoptere posjeduju gotovo sve vojske svijeta. 

## Podjela vojnih helikoptera
- Borbeni helikopteri su naoružani i opremljen za gađanje ciljeva ili za obavljanje drugih vojnih dužnosti. Borbeni helikopteri uključuju:
  - jurišne helikoptere koji su opremljeni za korištenje protuoklopnoga oružja, navođenog oružja zrak-zemlja i zrak-zrak te integriranim sustavom za upravljanje vatrom i ciljanje iz toga oružja. .
  - helikoptere za borbenu potporu kojima nije primarna zadaća sudjelovanje u borbama, ali su opremljeni različitim oružjem za samoobranu i neutraliziranje ciljeva na zemlji, kao što su strojnice, topovi i nenavođene rakete, bombe ili kasetne bombe, ili može biti opremljen za obavljanje drugih vojnih funkcija.
- Laki izvidnički helikopteri
- Vojni transportni helikopteri
- Višenamjenski vojni helikopteri

## Proizvođači
Glavni svjetski proizvođači vojnih helikoptera su europski Eurocopter Group, američki Bell i Sikorsky, te ruski Mil i Kamov.